# MonaLisa Twins
MonaLisa Twins ist die Band der beiden österreichischen Zwillingsschwestern Mona und Lisa Wagner (* 16. Juni 1994 in Wien). Sie leben derzeit in Liverpool, Großbritannien, wo sie zwei Jahre vom Cavern Club engagiert waren. Bekannt sind sie für ihre Youtube-Videos mit Coverversionen von Songs der Beatles und anderer 60er-Jahre-Gruppen, die auch auf diversen Alben veröffentlicht wurden. Zudem gibt es auch drei Alben mit eigenen Songs der MonaLisa Twins. Auf einer ihrer Touren traten sie mit Steve Harley & Cockney Rebel auf. Sie waren auch auf dem Glastonbury Festival zu Gast und arbeiteten mit John Sebastian. Die beiden Schwestern werden von ihrem Vater produziert, der selbst Musiker ist und ihre Lieder arrangiert und mitkomponiert. Managerin ist ihre Stiefmutter. Mona und Lisa Wagner sind die einzigen festen Bandmitglieder. Sie spielen meist Gitarre, mitunter auch Mundharmonika oder Ukulele. Schlagzeug und Bass werden unterschiedlich besetzt. Als sie zwischen 2012 und 2013 noch in Österreich wohnten, übernahmen in der Regel Michael Monzeth (Bass) und Philip Wolf (Schlagzeug) die beiden Instrumente. Seit ihrem Wechsel nach Liverpool im Jahr 2014 wechseln sich diverse britische Musiker ab.

## Diskografie
- MonaLisa & Band Live in Concert (2007)
- California Dreaming (EP) (2008)
- When We're Together (2012)
- MonaLisa Twins play Beatles & more (2014)
- ORANGE (2017)
- MonaLisa Twins play Beatles & more Vol. 2 (2018)
- MonaLisa Twins play Beatles & more Vol. 3 (2018)
- CHRISTMAS (2019)
- The Duo Sessions (2020)
- Live at the Cavern Club (2020)
- Why? (2022)
- The Duo Sessions II (2023)